# アドルフ・ヒューンライン

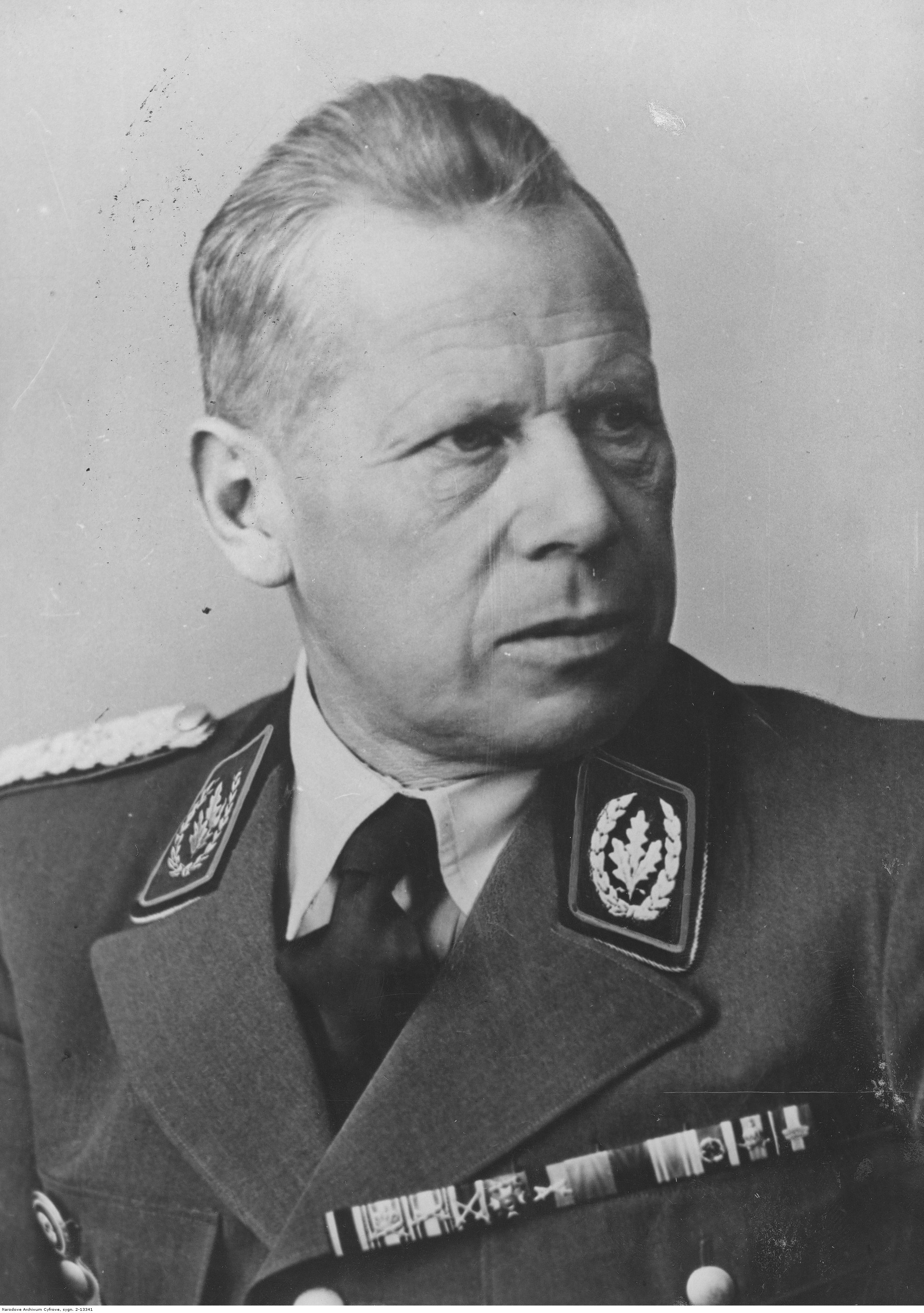
アドルフ・ヒューンライン

アドルフ・ヒューンライン（Adolf Hühnlein、1881年9月12日 - 1942年6月18日）は、ドイツの政治家。国家社会主義ドイツ労働者党（ナチ党）の組織国家社会主義自動車軍団（NSKK）の軍団指導者（en:Korpsführer）。

## 略歴
ノイシュタット・バイ・コーブルク出身。ギムナジウムを出た後、ミュンヘンにあるバイエルン王国の軍事学校(Kriegsschule) 、ついで軍事大学(Kriegsakademie)で学ぶ。第一次世界大戦中には中隊指揮官、ついで大隊指揮官、さらに参謀本部で勤務した。1914年に一級鉄十字章と二級鉄十字章を受章した。
戦後、フランツ・フォン・エップの組織した義勇軍(フライコール)に参加した。その後、ヴァイマル共和国陸軍に入隊したが、1923年に除隊した。帝国軍旗団（de:Reichskriegsflagge）のメンバーとしてミュンヘン一揆に参加した。一揆の失敗後、六ヶ月間、シュターデルハイム刑務所やランツベルク刑務所に投獄された。
その後、突撃隊の最高司令部で活動し、1925年には突撃隊大将に任命された。1927年に突撃隊の自動車工学部門の部長となった。1930年に突撃隊の下部組織として国家社会主義自動車軍団（NSKK、当初はNSAK）が創設され、ヒューンラインがその軍団長となった。1933年には国会議員となっている。1934年6月にエルンスト・レーム以下突撃隊幹部が粛清されて突撃隊が弱体化するとヒューンラインの国家社会主義自動車軍団の突撃隊からの独立が認められた。同時にモータースポーツに関する役所の長官にも任じられた。1936年に陸軍少将（Generalmajor）にも任じられた。1940年にはヘルマン・ゲーリングの下に設置された「戦争経済下の輸送の自動車化に関する委員会」のメンバーにも選ばれた。
1942年6月18日に死去。ナチス・ドイツの最高勲章ドイツ勲章が追贈された。
後任の国家社会主義自動車軍団長にはエルヴィン・クラウス（de:Erwin Kraus）が就任した。

## 文献
ドイツ語版の文献
- Cornelia Schmitz-Berning:vocabularyof National Socialism. de Gruyter, Berlin, New York 2000, ISBN 3-11-016888-X, p. 439
- Dorothee Hochstetter Motorsand "national community". The National Socialist Motor Corps (NSKK) 1931-1945. Oldenbourg, Munich 2004, ISBN 3-486-57570-8.
- Till Bastian:High-tech under the swastika. Of the atomic bomb to the world space. Militzke, Leipzig 2005, ISBN 3-86189-740-7, p. 45
- Hermann Weiss (eds):Biographical Dictionary of the Third Reich. Fischer, Frankfurt am Main 2002, ISBN 3-596-13086-7.
- ((BibISBN | 3931533506))